# Cantata per l'elezione a vescovo dell'Arciduca Max Franz
La Cantata per l'elezione a vescovo dell'Arciduca Max Franz è un'opera composta da Andrea Luchesi nel 1785. Pervenuta in partitura anonima, dobbiamo l'attribuzione al compositore di Motta di Livenza grazie al libretto, in cui è citato come autore della musica. Benché anche il libretto (che fu tradotto in lingua tedesca da Christian Gottlob Neefe) risulti anonimo, da una ricerca emerge come in realtà si tratti di un assemblaggio e adattamento, con molta probabilità operata dallo stesso compositore, di testi di Pietro Metastasio.
Il recitativo iniziale "Silenzio, o Muse" è un adattamento al maschile di un originale al femminile tratto da Pel nome glorioso di Maria Teresa Imperatrice Regina.
L'aria per soprano "In un mar che non ha sponde" è tratta da Il Parnaso confuso; musicalmente è un riadattamento dell'aria per tenore "Vedrà qual core ho in seno" dall'opera Ademira dello stesso Luchesi, andata in scena a Venezia l'anno precedente. Anche l'Ouverture che precede la Cantata è sostanzialmente identica a quella di quest'ultima opera luchesiana, ma prevede una strumentazione più ampia, in cui le parti dei legni acquistano maggior rilevanza.
Il recitativo "Ah, possibil non sia" è un adattamento da Il Natale di Giove. Della stessa fonte si avvale il seguente duetto per soprano e mezzosoprano "Non so dirti il mio contento". Proprio l'utilizzo di quest'ultimo testo metastasiano induce a pensare che fu Luchesi a preparare il libretto, avendolo musicato già nel 1772 per una rappresentazione a Bonn. La seconda parte del duetto presenta inoltre alcuni versi ("Questo giorno sì beato" e segg.) assenti in Metastasio, non è chiaro se scritti da Luchesi o presi da altro autore.
Il Coro conclusivo "Facciam di lieti accenti" è infine tratto da La Galatea.